# Panna po wojnie
Panna po wojnie – polski krótkometrażowy niemy film fabularny (komedia) z 1919 roku.

## Fabuła
Akcja filmu toczy się w fikcyjnej Niebywalii. Don Padro, zamożny ziemianin, wyjeżdża wraz z córką Heleną do modnego uzdrowiska, aby tam znaleźć kandydata na męża dla niej. Niestety okazuje się, że na miejscu jest tylko dwóch mężczyzn – jeden łysy i niemrawy, a drugi kulawy. Sytuację zmienia przybycie członka misji afrykańskiej wraz z czarnoskórym służącym. Panna Helena musi jednak rywalizować o jego względy z liczną grupą kontrkandydatek. Na szczęście dziewczyna przestudiowała wcześniej Poradnik dla panien.

## Obsada
- Helena Bożewska – Helena
- Aleksander Bogusiński
- Stanisław Bryliński
- Jan Szymański